# آنتیپاتر

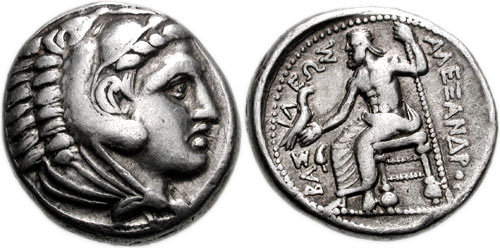
ضرب سکه اسکندر مقدونی، آمفیپولیس ضرابخانه، ضرب شده توسط آنتی پاتر برای فیلیپ سوم مقدونی، در حدود ۳۲۲–۳۲۰ پیش از میلاد. افسانه «شاه اسکندر».

آنتیپاتر (به یونانی: Ἀντίπατρος) سردار مقدونی و از حامیان فیلیپ دوم مقدونیه و اسکندر کبیر بود. در سال ۳۲۰ پیش از میلاد، او نایب‌السلطنهٔ سرتاسر امپراتوری اسکندر شد. آنتیپاتر پسر یکی از نجیب‌زادگان مقدونی به نام یولاس بود و خانواده‌اش از خویشاوندان دور دودمان آرگید به‌شمار می‌آمدند. آنتیپاتر اصالتاً اهل شهر مقدونی پالیورا بود و برادری به کاساندر داشت. آنتیپاتر ده فرزند از زنانی نامعلوم داشت: فیلا، ائورودیکه، و نیکایا دخترانش بودند و یولاس، کاساندر، پلئیستارخوس، فیلیپ، نیکانور، الکسارخوس، و تریپارادئیسوس پسرانش بودند.
در ۳۲۰ پیش از میلاد، آنتیپاتر به عنوان نایب السلطنه تمام امپراتوری اسکندر مقدونی انتخاب شد، اما سال بعد درگذشت. در یک چرخش گیج کننده از وقایع، او یک افسر پیاده‌نظام به نام پلی‌پرخون را به جای پسرش کاساندر به عنوان جانشین خود انتخاب کرد و یک جنگ قدرت دو ساله (جنگ دوم دیادوخوی) پیش آمد.

## مرگ و مبارزه برای جانشینی
آنتیپاتر در سال ۳۱۹ پیش از میلاد در سن ۸۱ سالگی بر اثر کهولت سن درگذشت. در کنار او پسرش کاساندر بود.
آنتیپاتر کاساندر را برای جانشینی خود به عنوان نایب السلطنه منصوب نکرد، دلیل این تصمیم خود را جوانی نسبی کاساندر عنوان کرد (در زمان درگذشت آنتیپاتر، کاساندر ۳۶ سال داشت). به جای کاساندر، آنتیپاتر افسر سالخورده پلی‌پرخون را به عنوان نایب السلطنه انتخاب کرد.
کاساندر از این موضوع خشمگین شد و معتقد بود که به واسطه وفاداری و تجربه‌اش، حق نایب‌نشین شدن را به دست آورده‌است؛ بنابراین او از ژنرال آنتیگون یکم درخواست کرد تا او را در نبرد با پلی‌پرخون برای این موقعیت یاری کند.
در سال ۳۱۷ پیش از میلاد، پس از دو سال جنگ با پلی‌پرخون، کاساندر پیروز شد. کاساندر به مدت نوزده سال به حکومت مقدونیه ادامه داد، ابتدا به عنوان نایب السلطنه و بعد به عنوان پادشاه، و در نهایت دودمان آنتیپاتری را تأسیس کرد.